# Ekofilosofi
Ekofilosofi undersöker frågor som berör människan och naturen ur ett ekologiskt och filosofiskt perspektiv. Det tar sin utgångspunkt i ett engagemang för jordens framtid och människans värdighet. Ekofilosofi arbetar med att undersöka de stora miljö- och framtidsproblemen genom att studera deras filosofiska och kulturella rötter. I detta ingår att på djupet försöka förstå frågorna, och vara en del i att formulera nya, meningsfulla frågor.  
Ekofilosofi är inte en lära, och ska därmed inte vara dogmatiskt. En förutsättning är istället att det inom ekofilosofin finns en mångfald av hållningar och perspektiv. 

## Ekofilosofisk analys
En viktig uppgift för ekofilosofin är att undersöka grundläggande antaganden som ligger bakom tolkningar av miljöproblematiken. Exempel på detta kan vara teknologi som lösning eller grunda etiska ställningstaganden. Ekofilosofisk analys omfattar områden som t.ex. människosyn, natursyn, kunskapssyn, handlingsgrund, makt och normalitet.
Fördjupad kulturanalys är ett annat verktyg som används för att undersöka ekofilosofiska frågeställningar. Som en av många möjligheter används begreppet förståelserum. Syftet med begreppet är att visa att de grundläggande antaganden om världen som utgör det förståelserum som miljöfrågorna är inbäddade i, har avgörande betydelse för hur frågorna uppfattas och behandlas. Begreppet förståelserum kan exempelvis användas i analys av utomeuropeiska kulturer och historiska epoker.
Ekofilosofi ska inte förstås som en enhetlig tanketradition. Istället vill ekofilosofin inspirera till utarbetande av alternativa tolkningar och därmed lösningsförslag kring miljö- och framtidsproblemen. Första steget är att fördjupa själva frågorna.

## Historik
Ekofilosofin "föddes" ur miljöaktivism; de norska filosoferna Sigmund Kvaløy Setereng, Johan Galtung och Arne Næss var med i ockupationer tillsammans med samer och annan lokalbefolkning för att stoppa utbyggnaden av Altaelva i norska Finnmark. Ockupationerna drog ut på tiden, så där blev gott om tid för mer ingående samtal kring varför de var där egentligen. De var överens om att miljöproblemen behövde undersökas på en djupare nivå, med bredare analyser. Vad är ett miljöproblem? Hur kan miljöproblemen förstås ur ett filosofiskt och kulturellt perspektiv?
I Sverige var Karlstads universitet först med att ge universitetskurser i ekofilosofi. Den första kursen startades 1977 av Pontus Örtendahl (född 1944). Han samarbetade under många år med Sigmund Kvaløy Setreng och utvecklade ekofilosofin i Sverige, som ämne vid Karlstads universitetet och i Föreningen för ekofilosofi. Ett av de filosofiska begreppen som Örtendahl har utvecklat är förståelserum.
Ekofilosofin i Sverige har lagt särskilt fokus på att undersöka miljö- och framtidsfrågorna ur ett filosofiskt och kulturellt perspektiv, ofta uttryckt som att det handlar om "Jordens framtid och människans värdighet". Olika kulturers förståelserum och tolkningar av begrepp som bl. a. människa, natur, livskvalitet, moral och kunskap granskades.

## Föreningen för ekofilosofi
I Sverige jobbar Föreningen för ekofilosofi med dessa frågor. Föreningen, och dess medlemmar, organiserar bl. a. kurser, verkstäder och online-seminarier. Den ger också ut tidskriften Förståelserum 4 ggr/år.